# Dechantal Fokou Ntolack
Dechantal Fokou Ntolack (1 de enero de 1986) es una deportista camerunesa que compitió en judo. Ganó una medalla de bronce en los Juegos Panafricanos de 2011, y tres medallas de bronce en el Campeonato Africano de Judo en los años 2011 y 2013.

## Palmarés internacional
| Juegos Panafricanos | Juegos Panafricanos | Juegos Panafricanos | Juegos Panafricanos |
| Año                 | Lugar               | Medalla             | Categoría           |
| ------------------- | ------------------- | ------------------- | ------------------- |
| 2011                | Maputo (Mozambique) | Medalla de bronce   | +78 kg              |
| Campeonato Africano |                     |                     |                     |
| Año                 | Lugar               | Medalla             | Categoría           |
| 2011                | Dakar (Senegal)     | Medalla de bronce   | +78 kg              |
| 2013                | Maputo (Mozambique) | Medalla de bronce   | +78 kg              |
| 2013                | Maputo (Mozambique) | Medalla de bronce   | Abierta             |